# Inge Deutschkron
Inge Deutschkron   (Finsterwalde, 23 d'agost de 1922 - Berlín, 9 de març de 2022) va ser una periodista i autora alemanya i israeliana. Va viure el règim nazi de nena i jove, vivint a Berlín primer treballant en una fàbrica i després amagant-se amb la seva mare.
Després de la Segona Guerra Mundial, va viatjar pel món i es va convertir en periodista. El 1968 va ser contractada com a corresponsal pel diari israelià Maariv. Després d'informar dels Judicis de Frankfurt Auschwitz el 1963, es va convertir en ciutadana israeliana i es va traslladar a Tel-Aviv el 1972. Va treballar com a periodista fins al 1988, dedicada a la política internacional i de l'Orient Mitjà. Va viure com a escriptora independent a Tel-Aviv i Berlín, on va estar activa mantenint viva la memòria de l'Holocaust, especialment els herois silenciosos que van ajudar els jueus durant l'època. La seva autobiografia de 1978 I Were the Yellow Star va ser adaptada a una versió escènica pel Grips-Theater de Berlín.

## Biografia
Deutschkron va néixer a Finsterwalde. El seu pare era un professor jueu de secundària, que va traslladar la família a Berlín el 1927, però el 1933 va ser acomiadat pel règim nazi. Va poder refugiar-se a la Gran Bretanya el 1939, deixant la seva dona i la seva filla a Berlín.
Entre 1941 i 1943, Deutschkron va treballar per a Otto Weidt al seu taller de pinzells per a treballadors principalment sords i cecs (una gran part dels quals eren jueus), i va ser amb la seva ajuda que Deutschkron va aconseguir eludir la deportació. Des de gener de 1943, va viure il·legalment a Berlín, amagant-se amb la seva mare per sobreviure.
Després de la Segona Guerra Mundial, Deutschkron i la seva mare es van traslladar a Londres el 1946 unint-se al seu pare, on va estudiar llengües estrangeres i es va convertir en secretària de l'organització de la Internacional Socialista. Des de 1954 va viatjar a l'Índia, Birmània, Nepal i Indonèsia abans de tornar el 1955 a Alemanya, on va treballar a Bonn com a periodista independent.
El 1958, el diari israelià Maariv la va contractar com a corresponsal, i va actuar com a observadora de Maariv als judicis d'Auschwitz de Frankfurt el 1963. Es va convertir en ciutadana israeliana el 1966. Es va traslladar a Tel-Aviv el 1972, on Deutschkron va ser editora de Maariv fins al 1988, dedicada a la política internacional i de l'Orient Mitjà.
Va tornar a Berlín el desembre de 1988 per l'adaptació de la seva autobiografia de 1978 I Wore the Yellow Star en el Teatre Grips-Theater, on es va titular Ab heute heißt du Sara. Des de 1992, Deutschkron va viure com escriptora independent a Tel-Aviv i Berlín, però va convertir a Berlín en la seva llar permanent el 2001.
Deutschkron es va esforçar per garantir que les persones que van rescatar jueus del règim nazi fossin reconegudes, supervisant el treball del Museu d'Otto Weidt i el Museu dels Herois Silenciosos en Berlín. Va escriure diversos llibres per nens i adults en la seva vida i en la vida de Weidt. També va treballar en les escoles com testimoni de l'Holocaust.
La seva última residència era una residència d'avis a Berlín. Deutschkron va morir el 9 de març de 2022, amb 99 anys.

## Premis
El 1994, Deutschkron va rebre el Moses Mendelssohn Prize i la Rahel Varnhagen von Ense Medal. Va rebutjar repetidament l'Orde Alemany del Mèrit de la República Federal d'Alemanya perquè molts ex nazis també la van rebre, però el 2002 va rebre l'Orde del Mèrit de Berlín, atorgada en "reconeixement i apreciació de les contribucions destacades a la ciutat de Berlín".
El 2008, Deutschkron va ser guardonada amb el Carl von Ossietzky Prize per la història i la política contemporànies, reconeixent que "el treball de la seva vida és el signe del compromís continu amb la democràcia i els drets humans i contra totes les formes de racisme". També va ser guardonada amb la Louise Schroeder Medal el 2008, atorgada anualment en memòria de Louise Schroeder als qui fan "contribucions particularment destacades a la democràcia, la pau, la justícia social i la igualtat".
El 2018, Deutschkron es va convertir en ciutadana honorària de Berlín.

## Publicacions
Deutschkron va escriure diversos llibres en alemany:
- Ich trug facin gelben Stern, Colònia 1978,[9]
- Israel und die Deutschen: Das schwierige Verhältnis, Colònia 1983.
- ... denn ihrer war die Hölle: kinder in Gettos und Lagern, Colònia 1985,
- Milch ohne Honig: Leben en Israel, Colònia 1988,
- Ich trug facin gelben Stern. Múnic 1992
- Mein Leben nach dem Überleben, Colònia 1992,
- Sie blieben im Schatten: Ein Denkmal für "stille Helden". Berlín 1996,
- Mein Leben nach dem Überleben. Múnic 2000
- Emigranto: Vom Überleben en fremden Sprachen. Berlín 2001,
- Papa Weidt: Er bot den Nazis die Stirn. Kevelaer 2001, (amb Lukas Ruegenberg)
- Offene Antworten: Meine Begegnungen mit einer neuen Generation, Berlín 2004,
- Wir entkamen. Berliner Juden im Untergrund. Gedenkstätte Deutscher Widerstand, Beiträge zoom Widerstand 1933–1945, Berlín (2007)[10]
- Auschwitz war nur ein Wort. Berichte über facin Frankfurter Auschobse-Prozess 1963–1965, Metropol-Verlag Berlin 2018,